# Édouard Chichet
Édouard Chichet, batejat amb els noms d'Édouard Lazare Alexis, va néixer a Alenyà (Rosselló, Catalunya del Nord), el 23 de setembre del 1882, i morí a Perpinyà (també Rosselló, Catalunya del Nord) el 15 de febrer del 1946. Fou propietari rural i empresari de premsa. Fou un dels dirigents de L'Indépendant a partir dels anys 1930, i fins a la seva mort.

## Biografia

### Família
El seu pare fou Joseph Chichet (1841-1917), i el seu avi, Alexis Chichet, batlle de Talteüll (Rosselló, Catalunya del Nord) del 1852 al 1865. De part de la mare, Marie Escarguel (1853-1888), era net del diputat i senador, a més d'empresari de premsa Lazare Escarguel, i, per tant, nebot del fill del darrer, Jules Escarguel, així com del periodista i polític Jean Laffon, marit de la seva tia Laure Escarguel, tots dos antics directors del diari L'Indépendant.